# Piedrahíta (Burgos)
Piedrahíta es un despoblado que actualmente forma parte del municipio de Condado de Treviño, en la provincia de Burgos, Castilla y León (España).

## Historia
Situado en las cercanías de Villanueva Tobera, los restos de la iglesia del despoblado pasaron a la iglesia de ésta.